# Soudan aux Jeux olympiques d'été de 2024
Le Soudan participe aux Jeux olympiques de 2024 à Paris en France. Il s'agit de sa 14e participation à des Jeux d'été.
Le rameur d'aviron Abdalla Ahmed et la nageuse Rana Saadeldin sont les porte-drapeaux de la délégation soudanaise.

## Nombre d’athlètes qualifiés par sport
Voici la liste des qualifiés et sélectionnés bahaméens par sport (remplaçants compris) :
| Sport      | Hommes | Femmes | Total |
| ---------- | ------ | ------ | ----- |
| Athlétisme | 1      | 0      | 1     |
| Aviron     | 1      | 0      | 1     |
| Natation   | 1      | 1      | 2     |
| Total      | 3      | 1      | 4     |

## Résultats

### Athlétisme
| Athlètes            | Épreuve  | Finale             | Finale |
| Athlètes            | Épreuve  | Temps              | Rang   |
| ------------------- | -------- | ------------------ | ------ |
| Yaseen Abdalla (de) | Marathon | 2 h 11 min 41 s NR | 33e    |

### Aviron
| Athlètes      | Compétition | Série         | Série | Repêchage     | Repêchage | Quart de finale | Quart de finale | Demi-finale   | Demi-finale | Finale                 | Finale |
| Athlètes      | Compétition | Temps         | Rang  | Temps         | Rang      | Temps           | Rang            | Temps         | Rang        | Temps                  | Rang   |
| ------------- | ----------- | ------------- | ----- | ------------- | --------- | --------------- | --------------- | ------------- | ----------- | ---------------------- | ------ |
| Abdalla Ahmed | Skiff       | 7 min 46 s 45 | 6e    | 7 min 55 s 79 | 5e        | Non disputé     | Non disputé     | 8 min 10 s 68 | 5e          | Finale F 7 min 38 s 51 | 33e    |

### Natation
| Athlète      | Épreuve   | Séries       | Séries | Demi-finales | Demi-finales | Finale  | Finale  |
| Athlète      | Épreuve   | Temps        | Rang   | Temps        | Rang         | Temps   | Rang    |
| ------------ | --------- | ------------ | ------ | ------------ | ------------ | ------- | ------- |
| Ziyad Saleem | 200 m dos | 2 min 1 s 44 | 27e    | Éliminé      | Éliminé      | Éliminé | Éliminé |

| Athlète        | Épreuve          | Séries       | Séries | Demi-finales | Demi-finales | Finale   | Finale   |
| Athlète        | Épreuve          | Temps        | Rang   | Temps        | Rang         | Temps    | Rang     |
| -------------- | ---------------- | ------------ | ------ | ------------ | ------------ | -------- | -------- |
| Rana Saadeldin | 100 m nage libre | 1 min 4 s 72 | 29e    | Éliminée     | Éliminée     | Éliminée | Éliminée |